# Molins-sur-Aube
Molins-sur-Aube ist eine französische Gemeinde mit 103 Einwohnern (Stand: 1. Januar 2022) im Département Aube in der Region Grand Est. Sie gehört zum Kanton Brienne-le-Château und zum Arrondissement Bar-sur-Aube. 

## Lage
Sie ist umgeben von folgenden Nachbargemeinden:
| Verricourt  | Magnicourt                                  | Chalette-sur-Voire |
| Pougy       | Kompassrose, die auf Nachbargemeinden zeigt | Lesmont            |
| Val-d’Auzon |                                             | Précy-Saint-Martin |

## Bevölkerungsentwicklung
| Jahr                       | 1962 | 1968 | 1975 | 1982 | 1990 | 1999 | 2008 | 2018 |
| -------------------------- | ---- | ---- | ---- | ---- | ---- | ---- | ---- | ---- |
| Einwohner                  | 122  | 104  | 85   | 70   | 96   | 85   | 114  | 106  |
| Quellen: Cassini und INSEE |      |      |      |      |      |      |      |      |

## Sehenswürdigkeiten
- Kirche Saint-Loup